# Реборда

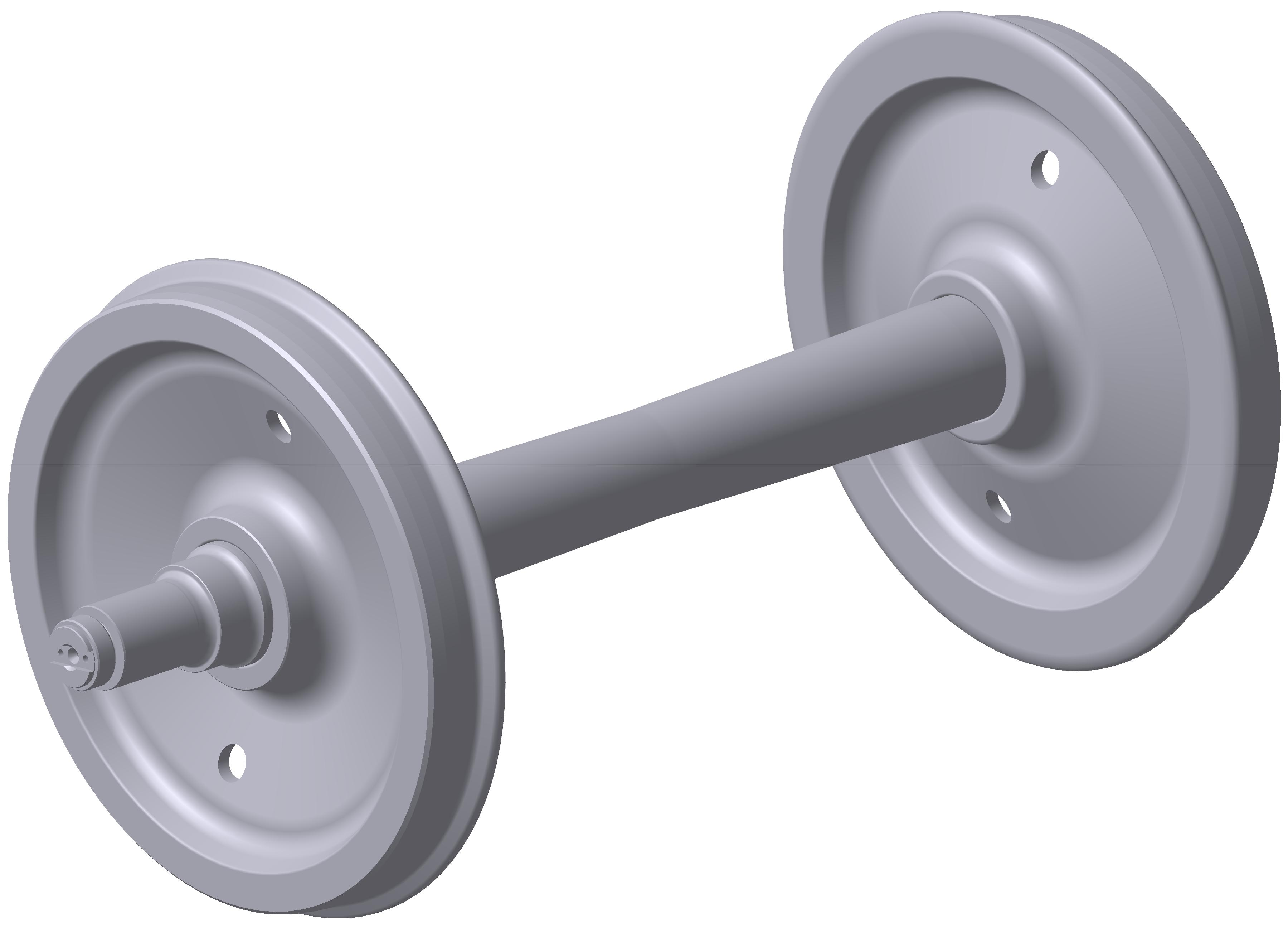
Железнодорожная колёсная пара имеет колёса с гребнями

Ребо́рда (от фр. rebord), гребень — выступающая часть обода колеса или шкива, предотвращающая боковое смещение колеса при его движении по рельсам или канатам, а также смещение ремня относительно шкива. Широко известный пример применения гребней — на колёсах подвижного состава железной дороги. Они не позволяют колёсам сойти с рельсов. Также реборды (гребни) широко применяются в составе грузоподъёмных механизмов.
В зависимости от количества реборд колеса, выделяют одноребордные и двухребордные колёса. Одноребордные колёса используются, как правило, в тех случаях, когда используются два колеса на одной оси — колёсная пара и необходимо обеспечить достаточную свободу смещения колёсной пары в осевом направлении (перпендикулярно оси пути).
Центрирование колёсной пары относительно оси пути происходит преимущественно путем смещения пятна контакта по поверхности катания колеса (рабочей части колеса, контактирующей с поверхностью головки рельса), имеющего в сечении форму усеченного конуса с расширением в сторону реборды: при смещении пары вбок эффективный радиус одного колеса слегка увеличивается, а второго уменьшается, жестко связанные колёса начинают обгонять одно другое, возникает эффект подруливания, который смещает пару назад к центральному положению. При этом реборда служит для дополнительного удержания колёсной пары от смещения относительно пути. При прямолинейном движении подвижного состава реборда практически «не работает», то есть не касается головки рельса. Активный контакт реборды колеса с головкой рельса происходит при движении подвижного состава в кривых участках пути, где имеет место разница в уровнях правого и левого рельса.

Рабочая поверхность двухребордных колёс имеет цилиндрическую форму, для таких колёс характерно предотвращение смещения исключительно за счёт реборды.

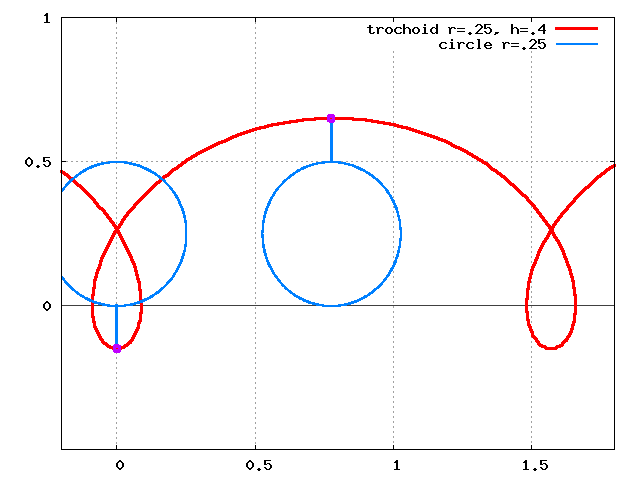
Кривая, описываемая точкой на реборде

Точки колеса, расположенные на реборде, описывают при движении поезда удлинённую циклоиду. В тот момент, когда точка находится вблизи нижней точки траектории, в неподвижной системе отсчёта она движется назад — в сторону, противоположную движению поезда.